# Schizidium persicum
Schizidium persicum är en kräftdjursart som beskrevs av Helmut Schmalfuss1986. Schizidium persicum ingår i släktet Schizidium och familjen klotgråsuggor. Inga underarter finns listade i Catalogue of Life.